# Cratere Avery
Avery è un cratere lunare di 10,73 km situato nella parte sud-orientale della faccia visibile della Luna.